# Aristide Foà
Aristide Foà (1905 – 1994) è stato un avvocato e antifascista italiano.

## Biografia
Aristide Foà, avvocato, appartenne alla comunità ebraica di Parma. Aderì al Partito d'Azione e prese parte alle iniziative antifasciste cittadine già dal 1940. Dopo l'8 settembre 1943 fu costretto ad espatriare in Svizzera, grazie anche all'aiuto di Pellegrino Riccardi che gli fornì documenti falsi. Qui mantenne contatti con molti italiani antifascisti come Diego Valeri, Alessandro Levi, Adriano Olivetti, Ernesto Rossi e diversi altri. Venne nominato professore con Concetto Marchesi, Agostino Lanzillo, Lucio Luzzatto e Diego Valeri nel campo d'internamento per ufficiali costituito a Mürren, nel Cantone di Berna.
Dopo la conclusione del conflitto venne nominato viceprefetto di Parma dal CLN. In quei primi mesi dopo la liberazione ebbe modo di sconsigliare Renzo Ravenna (suo cugino e già podestà di Ferrara, costretto pure lui a riparare in Svizzera perché ebreo e colpito dalle leggi razziali) a rientrare in Italia perché la situazione non era ancora favorevole. Nel 1946 aderì al Partito Repubblicano Italiano ed in seguito rivestì diverse cariche pubbliche. Fu consigliere comunale, presidente della Banca Monte Parma e a capo della Comunità ebraica di Parma.